# Calendario de los Juegos Olímpicos de Tokio 2020
El calendario de los Juegos Olímpicos de Tokio 2020 presenta la hora y fecha de las finales de las pruebas disputadas en los deportes que conformaron el programa de este evento realizado en 2021. Las horas aparecen indicadas respecto a la hora local de Tokio (UTC+09:00), indican el tiempo en el que se disputaron las medallas, se incluyen además las naciones ganadoras de cada una de ellas.

## Eventos para medalla
| 24 de julio |               |                            |                                  |                         |                         |                                      |
| 1           | 10:45-11:20   | Tiro                       | Rifle 10 m F                     | República Popular China | ROC                     | Suiza                                |
| 2           | 13:50-15:50   | Halterofilia               | 49 Kg F                          | República Popular China | India                   | Indonesia                            |
| 3           | 15:30-16:00   | Tiro                       | Pistola 10 m M                   | Irán                    | Serbia                  | República Popular China              |
| 4           | 11:00-17:10   | Ciclismo en ruta           | Ruta M                           | Ecuador                 | Bélgica                 | Eslovenia                            |
| 5           | 16:25-17:10   | Tiro con arco              | Equipos Mixto                    | Corea del Sur           | Países Bajos            | México                               |
| 6           | 18:03-18:35   | Yudo                       | -48 kg F                         | Kosovo                  | Japón                   | Mongolia · Ucrania                   |
| 7           | 18:30-19:00   | Yudo                       | -60 Kg M                         | Japón                   | China Taipéi            | Francia · Uzbekistán                 |
| 8           | 19:50-21:00   | Esgrima                    | Espada individual F              | República Popular China | Rumania                 | Estonia                              |
| 9           | 20:20-21:30   | Esgrima                    | Sable individual M               | Hungría                 | Italia                  | Corea del Sur                        |
| 10          | 20:30-22:00   | Taekwondo                  | -49 Kg F                         | Tailandia               | España                  | Israel · Serbia                      |
| 11          | 20:45-22:15   | Taekwondo                  | -58 Kg M                         | Italia                  | Túnez                   | ROC · Corea del Sur                  |
| 25 de julio |               |                            |                                  |                         |                         |                                      |
| 12          | 10:30-10:34   | Natación                   | 400 m estilos individual M       | Estados Unidos          | Estados Unidos          | Australia                            |
| 13          | 10:52-10:56   | Natación                   | 400 m libre individual M         | Túnez                   | Australia               | Estados Unidos                       |
| 14          | 11:12-11:16   | Natación                   | 400 m estilos individual F       | Japón                   | Estados Unidos          | Estados Unidos                       |
| 15          | 11:15-11:43   | Tiro                       | Pistola 10 m F                   | ROC                     | Bulgaria                | República Popular China              |
| 16          | 11:45-11:49   | Natación                   | 4X100 m libre F                  | Australia               | Canadá                  | Estados Unidos                       |
| 17          | 12:25-13:45   | Skateboarding              | Street M                         | Japón                   | Brasil                  | Estados Unidos                       |
| 18          | 15:00-16:00   | Saltos                     | Sincronizado trampolín 3 m F     | República Popular China | Canadá                  | Alemania                             |
| 19          | 15:30-16:10   | Tiro                       | Rifle 10 m M                     | Estados Unidos          | República Popular China | República Popular China              |
| 20          | 16:15-17:00   | Tiro con arco              | Equipos F                        | Corea del Sur           | ROC                     | Alemania                             |
| 21          | 13:00-17:30   | Ciclismo en ruta           | Ruta F                           | Austria                 | Países Bajos            | Italia                               |
| 22          | 15:50-17:50   | Halterofilia               | 61 Kg M                          | República Popular China | Indonesia               | Kazajistán                           |
| 23          | 18:03-18:35   | Yudo                       | -52 Kg F                         | Japón                   | Francia                 | Italia · Reino Unido                 |
| 24          | 18:30-19:00   | Yudo                       | -66 Kg M                         | Japón                   | Georgia                 | Corea del Sur · Brasil               |
| 25          | 19:50-21:05   | Esgrima                    | Florete individual F             | Estados Unidos          | ROC                     | ROC                                  |
| 26          | 20:20-21:30   | Esgrima                    | Espada individual M              | Francia                 | Hungría                 | Ucrania                              |
| 27          | 19:50-21:55   | Halterofilia               | 67 Kg M                          | República Popular China | Colombia                | Italia                               |
| 28          | 20:30-22:00   | Taekwondo                  | -57 Kg F                         | Estados Unidos          | ROC                     | China Taipéi · Turquía               |
| 29          | 20:45-22:15   | Taekwondo                  | -68 Kg M                         | Uzbekistán              | Reino Unido             | Turquía · República Popular China    |
| 26 de julio |               |                            |                                  |                         |                         |                                      |
| 30          | 06:30-08:30   | Triatlón                   | Individual M                     | Noruega                 | Reino Unido             | Nueva Zelanda                        |
| 31          | 10:30-10:32   | Natación                   | 100 m mariposa F                 | Canadá                  | República Popular China | Australia                            |
| 32          | 11:12-11:14   | Natación                   | 100 m braza M                    | Reino Unido             | Países Bajos            | Italia                               |
| 33          | 11:20-11:24   | Natación                   | 400 m libre F                    | Australia               | Estados Unidos          | República Popular China              |
| 34          | 12:05-12:09   | Natación                   | 4X100 m libre M                  | Estados Unidos          | Italia                  | Australia                            |
| 35          | 12:25-13:45   | Skateboarding              | Street F                         | Japón                   | Brasil                  | Japón                                |
| 36          | 14:50-15:50   | Tiro                       | Skeet F                          | Estados Unidos          | Italia                  | República Popular China              |
| 37          | 15:00-16:05   | Saltos                     | Sincronizado plataforma 10 m M   | Reino Unido             | República Popular China | ROC                                  |
| 38          | 15:45-16:20   | Piragüismo en eslalón      | Canoa M                          | Eslovenia               | República Checa         | Alemania                             |
| 39          | 15:00-16:30   | Ciclismo en montaña        | Campo a través M                 | Reino Unido             | Suiza                   | España                               |
| 40          | 15:50-16:50   | Tiro                       | Skeet M                          | Estados Unidos          | Dinamarca               | Kuwait                               |
| 41          | 16:15-17:00   | Tiro con arco              | Equipos M                        | Corea del Sur           | China Taipéi            | Japón                                |
| 42          | 18:03-18:35   | Yudo                       | -57 Kg F                         | Kosovo                  | Francia                 | Japón · Canadá                       |
| 43          | 18:30-19:05   | Yudo                       | -73 Kg M                         | Japón                   | Georgia                 | Corea del Sur · Mongolia             |
| 44          | 19:50-21:00   | Esgrima                    | Sable individual F               | ROC                     | ROC                     | Francia                              |
| 45          | 20:15-21:30   | Esgrima                    | Florete individual M             | Hong Kong               | Italia                  | República Checa                      |
| 46          | 19:50-21:40   | Halterofilia               | 55 Kg F                          | Filipinas               | República Popular China | Kazajistán                           |
| 47          | 19:00-21:45   | Gimnasia artística         | Equipos M                        | ROC                     | Japón                   | República Popular China              |
| 48          | 20:30-21:50   | Taekwondo                  | -67 Kg F                         | Croacia                 | Reino Unido             | Costa de Marfil · Egipto             |
| 49          | 20:45-22:05   | Taekwondo                  | -80 Kg M                         | ROC                     | Jordania                | Croacia · Egipto                     |
| 50          | 20:00-22:25   | Tenis de mesa              | Dobles Mixto                     | Japón                   | República Popular China | China Taipéi                         |
| 27 de julio |               |                            |                                  |                         |                         |                                      |
| 51          | 06:30-08:45   | Triatlón                   | Individual F                     | Bermudas                | Reino Unido             | Estados Unidos                       |
| 52          | 10:43-10:47   | Natación                   | 200 m libre M                    | Reino Unido             | Reino Unido             | Brasil                               |
| 53          | 10:51-10:55   | Natación                   | 100 m espalda F                  | Australia               | Canadá                  | Estados Unidos                       |
| 54          | 10:59-11:04   | Natación                   | 100 m espalda M                  | ROC                     | ROC                     | Estados Unidos                       |
| 55          | 11:17-11:23   | Natación                   | 100 m braza F                    | Estados Unidos          | Sudáfrica               | Estados Unidos                       |
| 56          | 11:00-11:55   | Tiro                       | Pistola AC 10 m Equipos Mixto    | República Popular China | ROC                     | Ucrania                              |
| 57          | 14:16-16:00   | Surf                       | Concurso M                       | Brasil                  | Japón                   | Australia                            |
| 58          | 15:00-16:00   | Saltos                     | Sincronizado plataforma 10 m F   | República Popular China | Estados Unidos          | México                               |
| 59          | 15:15-16:15   | Tiro                       | Rifle 10 m Equipos Mixto         | República Popular China | Estados Unidos          | ROC                                  |
| 60          | 15:00-16:30   | Ciclismo en montaña        | Campo a través F                 | Suiza                   | Suiza                   | Suiza                                |
| 61          | 16:15-16:50   | Piragüismo en eslalon      | Kayak F                          | Alemania                | España                  | Australia                            |
| 62          | 15:01-17:00   | Surf                       | Concurso F                       | Estados Unidos          | Sudáfrica               | Japón                                |
| 63          | 15:50-17:50   | Halterofilia               | 59 Kg F                          | China Taipéi            | Turkmenistán            | Japón                                |
| 64          | 18:03-18:35   | Yudo                       | -63 Kg F                         | Francia                 | Eslovenia               | Italia · Canadá                      |
| 65          | 18:30-19:00   | Yudo                       | -81 Kg M                         | Japón                   | Mongolia                | Austria · Bélgica                    |
| 66          | 18:30-20:30   | Esgrima                    | Espada equipos F                 | Estonia                 | República Popular China | Italia                               |
| 67          | 19:50-21:45   | Halterofilia               | 64 Kg F                          | Canadá                  | Italia                  | China Taipéi                         |
| 68          | 20:30-21:50   | Taekwondo                  | +67 Kg F                         | Serbia                  | Corea del Sur           | Francia · Reino Unido                |
| 69          | 19:45-21:55   | Gimnasia artística         | Equipos F                        | ROC                     | Estados Unidos          | Reino Unido                          |
| 70          | 13:00-22:05   | Sóftbol                    | Torneo F                         | Japón                   | Estados Unidos          | Canadá                               |
| 71          | 20:45-22:05   | Taekwondo                  | +80 Kg M                         | ROC                     | Macedonia del Norte     | Corea del Sur · Cuba                 |
| 72          | 17:00-22:20   | Ecuestre                   | Doma por equipos Mixto           | Alemania                | Estados Unidos          | Reino Unido                          |
| 28 de julio |               |                            |                                  |                         |                         |                                      |
| 73          | 09:18-09:25   | Remo                       | W2X F                            | Rumania                 | Nueva Zelanda           | Países Bajos                         |
| 74          | 09:30-09:37   | Remo                       | M2X M                            | Francia                 | Países Bajos            | República Popular China              |
| 75          | 09:50-09:56   | Remo                       | W4- F                            | Australia               | Países Bajos            | Irlanda                              |
| 76          | 10:10-10:16   | Remo                       | M4- M                            | Australia               | Rumania                 | Italia                               |
| 77          | 10:30-10:36   | Remo                       | 4XM M                            | Países Bajos            | Reino Unido             | Australia                            |
| 78          | 10:41-10:44   | Natación                   | 200 m libre F                    | Australia               | Hong Kong               | Canadá                               |
| 79          | 10:49-10:53   | Natación                   | 200 m mariposa M                 | Hungría                 | Japón                   | Italia                               |
| 80          | 10:50-10:56   | Remo                       | 4XM F                            | República Popular China | Japón                   | Australia                            |
| 81          | 11:45-11:49   | Natación                   | 200 m estilos F                  | Japón                   | Estados Unidos          | Estados Unidos                       |
| 82          | 11:54-12:12   | Natación                   | 1500 m libre F                   | Estados Unidos          | Estados Unidos          | Alemania                             |
| 83          | 12:26-12:35   | Natación                   | 4X200 m libre M                  | Reino Unido             | ROC                     | Australia                            |
| 84          | 11:30-12:40   | Ciclismo en ruta           | Contrarreloj F                   | Países Bajos            | Suiza                   | Países Bajos                         |
| 85          | 15:00-16:00   | Saltos                     | Sincronizado trampolín 3 m M     | República Popular China | Estados Unidos          | Alemania                             |
| 86          | 14:00-17:10   | Ciclismo en ruta           | Contrarreloj M                   | Eslovenia               | Países Bajos            | Australia                            |
| 87          | 17:30-18:30   | Rugby 7                    | Torneo M                         | Fiyi                    | Nueva Zelanda           | Argentina                            |
| 88          | 19:03-19:50   | Yudo                       | -70 Kg F                         | Japón                   | Austria                 | ROC · Países Bajos                   |
| 89          | 18:30-20:05   | Esgrima                    | Sable equipos M                  | Corea del Sur           | Italia                  | Hungría                              |
| 90          | 19:30-20:25   | Yudo                       | -90 Kg M                         | Georgia                 | Alemania                | Uzbekistán · Hungría                 |
| 91          | 17:30-21:00   | Ecuestre                   | Doma individual GP Mixto         | Alemania                | Alemania                | Reino Unido                          |
| 93          | 19:50-21:35   | Halterofilia               | 73 Kg M                          | República Popular China | Venezuela               | Indonesia                            |
| 92          | 19:15-22:10   | Gimnasia artística         | Concurso M                       | Japón                   | República Popular China | ROC                                  |
| 94          | 20:45-22:15   | Baloncesto 3X3             | Torneo F                         | Estados Unidos          | ROC                     | República Popular China              |
| 95          | 21:15-22:55   | Baloncesto 3X3             | Torneo M                         | Letonia                 | ROC                     | Serbia                               |
| 29 de julio |               |                            |                                  |                         |                         |                                      |
| 96          | 09:18-09:26   | Remo                       | M2- M                            | Croacia                 | Rumania                 | Dinamarca                            |
| 97          | 09:30-09:38   | Remo                       | W2- F                            | Nueva Zelanda           | ROC                     | Canadá                               |
| 98          | 09:50-09:57   | Remo                       | LM2X M                           | Irlanda                 | Alemania                | Italia                               |
| 99          | 10:10-10:18   | Remo                       | LW2X F                           | Italia                  | Francia                 | Países Bajos                         |
| 100         | 10:30-10:40   | Natación                   | 800 m libre M                    | Estados Unidos          | Italia                  | Ucrania                              |
| 101         | 10:44-10:49   | Natación                   | 200 m braza M                    | Australia               | Países Bajos            | Finlandia                            |
| 102         | 11:28-11:32   | Natación                   | 200 m mariposa F                 | República Popular China | Estados Unidos          | Estados Unidos                       |
| 103         | 11:37-11:40   | Natación                   | 100 m libre M                    | Estados Unidos          | Australia               | ROC                                  |
| 104         | 12:31-12:41   | Natación                   | 4X200 m libre F                  | República Popular China | Estados Unidos          | Australia                            |
| 105         | 14:30-15:15   | Tiro                       | Foso F                           | Eslovaquia              | Estados Unidos          | San Marino                           |
| 106         | 15:30-16:15   | Tiro                       | Foso M                           | República Checa         | República Checa         | Reino Unido                          |
| 107         | 15:55-16:30   | Piragüismo en eslalon      | Canoa F                          | Australia               | Reino Unido             | Alemania                             |
| 108         | 18:03-18:30   | Yudo                       | -78 Kg F                         | Japón                   | Francia                 | Alemania · Brasil                    |
| 109         | 18:30-18:45   | Yudo                       | -100 Kg M                        | Japón                   | Corea del Sur           | Portugal · ROC                       |
| 110         | 18:30-21:10   | Esgrima                    | Florete equipos F                | ROC                     | Francia                 | Italia                               |
| 111         | 19:50-22:00   | Gimnasia artística         | Concurso F                       | Estados Unidos          | Brasil                  | ROC                                  |
| 112         | 19:59-22:20   | Tenis de mesa              | Torneo individual F              | República Popular China | República Popular China | Japón                                |
| 30 de julio |               |                            |                                  |                         |                         |                                      |
| 113         | 09:33-09:40   | Remo                       | W1X F                            | Nueva Zelanda           | ROC                     | Austria                              |
| 114         | 09:45-09:53   | Remo                       | M1X M                            | Grecia                  | Noruega                 | Croacia                              |
| 115         | 10:05-10:13   | Remo                       | W8+ F                            | Canadá                  | Nueva Zelanda           | República Popular China              |
| 116         | 10:25-10:31   | Remo                       | M8+ M                            | Nueva Zelanda           | Alemania                | Reino Unido                          |
| 117         | 10:41-10:45   | Natación                   | 200 m braza F                    | Sudáfrica               | Estados Unidos          | Estados Unidos                       |
| 118         | 10:50-10:54   | Natación                   | 200 m espalda M                  | ROC                     | Estados Unidos          | Reino Unido                          |
| 119         | 10:59-11:02   | Natación                   | 100 m libre F                    | Australia               | Hong Kong               | Australia                            |
| 120         | 11:16-11:22   | Natación                   | 200 m estilos M                  | República Popular China | Estados Unidos          | Suiza                                |
| 121         | 12:25-12:30   | Ciclismo BMX               | Torneo M                         | Países Bajos            | Reino Unido             | Colombia                             |
| 122         | 12:35-12:40   | Ciclismo BMX               | Torneo F                         | Reino Unido             | Colombia                | Países Bajos                         |
| 123         | 14:00-14:45   | Tiro                       | Pistola 25 m F                   | ROC                     | Corea del Sur           | República Popular China              |
| 124         | 14:50-15:35   | Gimnasia acrobática        | Concurso F                       | República Popular China | República Popular China | Reino Unido                          |
| 125         | 10:30-17:00   | Bádminton                  | Dobles Mixto                     | República Popular China | República Popular China | Japón                                |
| 126         | 16:00-17:00   | Piragüismo en eslalon      | Kayak M                          | República Checa         | Eslovaquia              | Alemania                             |
| 127         | 16:30-17:00   | Tiro con arco              | Individual F                     | Corea del Sur           | ROC                     | Italia                               |
| 128         | 18:03-18:35   | Yudo                       | +78 Kg F                         | Japón                   | Cuba                    | Azerbaiyán · Francia                 |
| 129         | 18:30-18:45   | Yudo                       | +100 Kg M                        | República Checa         | Georgia                 | Francia · ROC                        |
| 130         | 15:00-20:30   | Tenis                      | Torneo Dobles M                  | Croacia                 | Croacia                 | Nueva Zelanda                        |
| 131         | 18:30-20:30   | Esgrima                    | Espada equipos M                 | Japón                   | ROC                     | Corea del Sur                        |
| 132         | 20:30-21:00   | Atletismo                  | 10 000 m M                       | Etiopía                 | Uganda                  | Uganda                               |
| 133         | 20:00-22:30   | Tenis de mesa              | Individual M                     | República Popular China | República Popular China | Alemania                             |
| 31 de julio |               |                            |                                  |                         |                         |                                      |
| 134         | 07:30-09:00   | Triatlón                   | Relevos Mixto                    | Reino Unido             | Estados Unidos          | Francia                              |
| 135         | 10:30-10:33   | Natación                   | 100 m mariposa M                 | Estados Unidos          | Hungría                 | Suiza                                |
| 136         | 10:37-10:41   | Natación                   | 200 m espalda F                  | Australia               | Canadá                  | Australia                            |
| 137         | 10:46-10:56   | Natación                   | 800 m libre F                    | Estados Unidos          | Australia               | Italia                               |
| 138         | 11:43-11:49   | Natación                   | 4X100 estilos Mixto              | Reino Unido             | República Popular China | Australia                            |
| 139         | 13:30-14:30   | Tiro                       | Foso equipos Mixto               | España                  | San Marino              | Estados Unidos                       |
| 140         | 14:33-15:00   | Vela                       | RS:X F                           | República Popular China | Francia                 | Reino Unido                          |
| 141         | 15:33-16:00   | Vela                       | RS:X M                           | Países Bajos            | Francia                 | República Popular China              |
| 142         | 14:50-15:45   | Gimnasia acrobática        | Concurso M                       | Bielorrusia             | República Popular China | Nueva Zelanda                        |
| 143         | 16:00-17:00   | Tiro                       | Rifle 3 pos. F                   | Suiza                   | ROC                     | ROC                                  |
| 144         | 16:30-17:00   | Tiro con arco              | Individual M                     | Turquía                 | Italia                  | Japón                                |
| 145         | 15:50-17:50   | Halterofilia               | 81 Kg M                          | República Popular China | República Dominicana    | Italia                               |
| 146         | 17:30-18:30   | Rugby 7                    | Torneo F                         | Nueva Zelanda           | Francia                 | Fiyi                                 |
| 147         | 17:00-19:50   | Yudo                       | Equipos Mixto                    | Francia                 | Japón                   | Alemania · Israel                    |
| 148         | 18:30-20:00   | Esgrima                    | Sable equipos F                  | ROC                     | Francia                 | Corea del Sur                        |
| 149         | 20:15-21:25   | Atletismo                  | Lanz. Disco M                    | Suecia                  | Suecia                  | Austria                              |
| 150         | 19:50-21:30   | Halterofilia               | 96 Kg M                          | Catar                   | Venezuela               | Georgia                              |
| 151         | 21:35-21:39   | Atletismo                  | 4X400 m Mixto                    | Polonia                 | República Dominicana    | Estados Unidos                       |
| 152         | 21:50-21:52   | Atletismo                  | 100 m F                          | Jamaica                 | Jamaica                 | Jamaica                              |
| 153         | 19:40-22:00   | Bádminton                  | Dobles M                         | China Taipéi            | República Popular China | Malasia                              |
| 154         | 15:00-22:30   | Tenis                      | Torneo F                         | Suiza                   | República Checa         | Ucrania                              |
| 1 de agosto |               |                            |                                  |                         |                         |                                      |
| 155         | 10:30-10:33   | Natación                   | 50 m libre M                     | Estados Unidos          | Francia                 | Brasil                               |
| 156         | 10:37-10:40   | Natación                   | 50 m libre F                     | Australia               | Suecia                  | Dinamarca                            |
| 157         | 10:44-11:01   | Natación                   | 1500 m libre M                   | Estados Unidos          | Ucrania                 | Alemania                             |
| 158         | 10:10-11:05   | Ciclismo BMX Freestyle     | Park F                           | Reino Unido             | Estados Unidos          | Suiza                                |
| 159         | 11:15-11:21   | Natación                   | 4X100 m estilos F                | Australia               | Estados Unidos          | Canadá                               |
| 160         | 10:35-11:30   | Atletismo                  | Lanz. Peso F                     | República Popular China | Estados Unidos          | Nueva Zelanda                        |
| 161         | 11:36-11:42   | Natación                   | 4X100 m estilos M                | Estados Unidos          | Reino Unido             | Italia                               |
| 162         | 11:20-12:15   | Ciclismo BMX Freestyle     | Park M                           | Australia               | Venezuela               | Reino Unido                          |
| 163         | 14:33-15:00   | Vela                       | Laser M                          | Australia               | Croacia                 | Noruega                              |
| 164         | 15:33-16:00   | Vela                       | Laser radial F                   | Dinamarca               | Suecia                  | Países Bajos                         |
| 165         | 15:00-16:00   | Saltos                     | Trampolín 3 m F                  | República Popular China | República Popular China | Estados Unidos                       |
| 166         | 15:00-17:00   | Tenis                      | Torneo Dobles F                  | República Checa         | Suiza                   | Brasil                               |
| 167         | 15:00-17:20   | Tenis                      | Torneo Individual M              | Alemania                | ROC                     | España                               |
| 168         | 17:00-17:35   | Gimnasia artística         | Ejercicio de suelo M             | Israel                  | España                  | República Popular China              |
| 169         | 15:00-18:00   | Tenis                      | Torneo Dobles Mixto              | ROC                     | ROC                     | Australia                            |
| 170         | 17:45-18:30   | Gimnasia artística         | Salto de potro F                 | Brasil                  | Estados Unidos          | Corea del Sur                        |
| 171         | 07:30-19:00   | Golf                       | Torneo M                         | Estados Unidos          | Eslovaquia              | China Taipéi                         |
| 172         | 18:44-19:30   | Gimnasia artística         | Caballo con arcos M              | Reino Unido             | China Taipéi            | Japón                                |
| 173         | 19:27-20:15   | Gimnasia artística         | Barras asimétricas F             | Bélgica                 | ROC                     | Estados Unidos                       |
| 174         | 18:30-20:20   | Esgrima                    | Florete equipos M                | Francia                 | ROC                     | Estados Unidos                       |
| 175         | 19:10-20:30   | Atletismo                  | Salto de altura M                | Catar · Italia          | —                       | Bielorrusia                          |
| 176         | 20:20-21:30   | Atletismo                  | Triple salto F                   | Venezuela               | Portugal                | España                               |
| 177         | 19:50-21:40   | Halterofilia               | 76 Kg F                          | Ecuador                 | Estados Unidos          | México                               |
| 178         | 21:50-21:53   | Atletismo                  | 100 m M                          | Italia                  | Estados Unidos          | Canadá                               |
| 179         | 20:30-22:15   | Bádminton                  | Individual F                     | República Popular China | China Taipéi            | India                                |
| 2 de agosto |               |                            |                                  |                         |                         |                                      |
| 180         | 10:20-11:40   | Atletismo                  | Salto de longitud M              | Grecia                  | Cuba                    | Cuba                                 |
| 181         | 11:50-10:53   | Atletismo                  | 100 m vallas F                   | Puerto Rico             | Estados Unidos          | Jamaica                              |
| 182         | 13:00-15:00   | Bádminton                  | Dobles F                         | Indonesia               | República Popular China | Corea del Sur                        |
| 183         | 14:30-15:00   | Tiro                       | Pistola 25 m M                   | Francia                 | Cuba                    | República Popular China              |
| 184         | 16:50-17:30   | Tiro                       | Rifle 50 m 3 pos. M              | República Popular China | ROC                     | Serbia                               |
| 185         | 15:50-17:40   | Halterofilia               | 87 Kg F                          | República Popular China | Ecuador                 | República Dominicana                 |
| 186         | 17:00-17:40   | Gimnasia                   | Anillas M                        | República Popular China | República Popular China | Grecia                               |
| 187         | 18:06-18:12   | Ciclismo en pista          | Sprint equipos F                 | República Popular China | Alemania                | ROC                                  |
| 188         | 17:45-18:35   | Gimnasia artística         | Ejercicio de suelo F             | Estados Unidos          | Italia                  | ROC · Japón                          |
| 189         | 17:00-19:00   | Ecuestre                   | Concurso equipos Mixto           | Reino Unido             | Australia               | Francia                              |
| 190         | 18:54-19:35   | Gimnasia artística         | Salto de potro M                 | Corea del Sur           | ROC                     | Armenia                              |
| 191         | 19:30-20:00   | Lucha grecorromana         | 60 Kg M                          | Cuba                    | Japón                   | República Popular China · ROC        |
| 192         | 20:05-20:30   | Lucha grecorromana         | 130 Kg M                         | Cuba                    | Georgia                 | Turquía · ROC                        |
| 193         | 20:00-20:45   | Atletismo                  | Lanz. de disco F                 | Estados Unidos          | Alemania                | Cuba                                 |
| 194         | 19:50-21:30   | Halterofilia               | +87 Kg F                         | República Popular China | Reino Unido             | Estados Unidos                       |
| 195         | 20:00-21:40   | Bádminton                  | Individual M                     | Dinamarca               | República Popular China | Indonesia                            |
| 196         | 21:15-21:25   | Atletismo                  | 3000 m obstáculos M              | Marruecos               | Etiopía                 | Kenia                                |
| 197         | 20:55-21:30   | Lucha libre                | 76 Kg F                          | Alemania                | Estados Unidos          | Turquía · República Popular China    |
| 198         | 20:45-21:50   | Ecuestre                   | Concurso Individual saltos Mixto | Alemania                | Reino Unido             | Australia                            |
| 199         | 21:40-21:55   | Atletismo                  | 5000 m F                         | Países Bajos            | Kenia                   | Etiopía                              |
| 3 de agosto |               |                            |                                  |                         |                         |                                      |
| 200         | 11:37-11:40   | Piragüismo                 | K1 200 m F                       | Nueva Zelanda           | España                  | Dinamarca                            |
| 201         | 10:50-12:00   | Atletismo                  | Salto de Longitud F              | Alemania                | Estados Unidos          | Nigeria                              |
| 202         | 11:53-12:00   | Piragüismo                 | C2 1000 m M                      | Cuba                    | República Popular China | Alemania                             |
| 203         | 12:20-12:24   | Atletismo                  | 400 m vallas M                   | Noruega                 | Estados Unidos          | Brasil                               |
| 204         | 12:20-12:26   | Piragüismo                 | K1 1000 m M                      | Hungría                 | Hungría                 | Portugal                             |
| 205         | 12:46-12:49   | Piragüismo                 | K2 500 m F                       | Nueva Zelanda           | Polonia                 | Hungría                              |
| 206         | 12:33-13:00   | Vela                       | 49er FX F                        | Brasil                  | Alemania                | Países Bajos                         |
| 207         | 13:05-13:20   | Boxeo                      | Peso pluma (54-57 Kg) F          | Japón                   | Filipinas               | Italia · Reino Unido                 |
| 208         | 13:33-14:00   | Vela                       | 49er M                           | Reino Unido             | Nueva Zelanda           | Alemania                             |
| 209         | 14:33-15:00   | Vela                       | Finn M                           | Reino Unido             | Hungría                 | España                               |
| 210         | 15:33-16:00   | Vela                       | Nacra 17 Mixto                   | Italia                  | Reino Unido             | Alemania                             |
| 211         | 15:00-16:10   | Saltos                     | Trampolín 3 m M                  | República Popular China | República Popular China | Reino Unido                          |
| 212         | 17:19-17:30   | Ciclismo en pista          | Persecución equipos F            | Alemania                | Reino Unido             | Estados Unidos                       |
| 213         | 17:00-17:45   | Gimnasia artística         | Barras paralelas M               | República Popular China | Alemania                | Turquía                              |
| 214         | 17:41-17:47   | Ciclismo en pista          | Sprint equipos M                 | Países Bajos            | Reino Unido             | Francia                              |
| 215         | 17:48-18:30   | Gimnasia artística         | Barra de equilibrio F            | República Popular China | República Popular China | Estados Unidos                       |
| 216         | 18:37-19:15   | Gimnasia artística         | Barra fija M                     | Japón                   | Croacia                 | ROC                                  |
| 217         | 19:0519:20    | Boxeo                      | Peso wélter (63-69 Kg) M         | Cuba                    | Reino Unido             | Irlanda · ROC                        |
| 218         | 19:30-20:00   | Lucha grecorromana         | 77 Kg M                          | Hungría                 | Kirguistán              | Azerbaiyán                           |
| 219         | 19:20-20:30   | Atletismo                  | Salto con pértiga M              | Suecia                  | Estados Unidos          | Brasil                               |
| 220         | 20:00-20:30   | Lucha grecorromana         | 97 Kg M                          | ROC                     | Armenia                 | Polonia · Irán                       |
| 221         | 20:50-21:20   | Lucha libre                | 68 Kg F                          | Estados Unidos          | Nigeria                 | Ucrania · Kirguistán                 |
| 222         | 21:25-21:30   | Atletismo                  | 800 m F                          | Estados Unidos          | Reino Unido             | Estados Unidos                       |
| 223         | 20:35-21:50   | Atletismo                  | Lanz. de martillo F              | Polonia                 | República Popular China | Polonia                              |
| 224         | 19:50-21:50   | Halterofilia               | 109 Kg M                         | Uzbekistán              | Armenia                 | Letonia                              |
| 225         | 21:50-21:53   | Atletismo                  | 200 m F                          | Jamaica                 | Namibia                 | Estados Unidos                       |
| 4 de agosto |               |                            |                                  |                         |                         |                                      |
| 226         | 06:30 - 08:35 | Natación en aguas abiertas | 10 Km F                          | Brasil                  | Países Bajos            | Australia                            |
| 227         | 11:30-11:34   | Atletismo                  | 400 m vallas F                   | Estados Unidos          | Estados Unidos          | Países Bajos                         |
| 228         | 12:30-14:00   | Skateboarding              | Park F                           | Japón                   | Japón                   | Reino Unido                          |
| 229         | 14:33-15:00   | Vela                       | 470 m M                          | Australia               | Suecia                  | España                               |
| 230         | 15:33-16:00   | Vela                       | 470 m F                          | Reino Unido             | Polonia                 | Francia                              |
| 231         | 15:35-15:50   | Boxeo                      | Semipesado (75-82 Kg) M          | Cuba                    | Reino Unido             | ROC · Azerbaiyán                     |
| 232         | 17:59-18:11   | Ciclismo en pista          | Persecución equipos M            | Italia                  | Dinamarca               | Australia                            |
| 233         | 19:30-20:00   | Lucha grecorromana         | 67 Kg M                          | Irán                    | Ucrania                 | Alemania · Egipto                    |
| 234         | 20:00-20:15   | Atletismo                  | 3000 m obstáculos F              | Uganda                  | Estados Unidos          | Kenia                                |
| 235         | 20:00-20:40   | Lucha grecorromana         | 87 Kg M                          | Ucrania                 | Hungría                 | Alemania · Serbia                    |
| 236         | 19:30-20:45   | Natación artística         | Dúo libre F                      | ROC                     | República Popular China | Ucrania                              |
| 237         | 19:00-21:00   | Ecuestre                   | Salto individual Mixto           | Reino Unido             | Suecia                  | Países Bajos                         |
| 238         | 21:05-21:10   | Atletismo                  | 800 m M                          | Kenia                   | Kenia                   | Polonia                              |
| 239         | 20:46-21:20   | Lucha libre                | 62 Kg F                          | Kirguistán              | Japón                   | Bulgaria · Letonia                   |
| 240         | 20:15-21:30   | Atletismo                  | Lanz. martillo M                 | Polonia                 | Noruega                 | Polonia                              |
| 241         | 19:50-21:50   | Halterofilia               | +109 Kg M                        | Georgia                 | Irán                    | Siria                                |
| 242         | 21:55-21:58   | Atletismo                  | 200 m M                          | Canadá                  | Estados Unidos          | Estados Unidos                       |
| 5 de agosto |               |                            |                                  |                         |                         |                                      |
| 243         | 06:30-08:30   | Natación en aguas abiertas | 10 Km M                          | Alemania                | Hungría                 | Italia                               |
| 244         | 11:42-11:50   | Piragüismo                 | K1 200 m M                       | Hungría                 | Italia                  | Reino Unido                          |
| 245         | 11:55-11:58   | Atletismo                  | 110 m vallas M                   | Jamaica                 | Estados Unidos          | Jamaica                              |
| 246         | 11:57-12:00   | Piragüismo                 | C1 200 m F                       | Estados Unidos          | Canadá                  | Ucrania                              |
| 247         | 11:05-12:20   | Atletismo                  | Lanz. de peso M                  | Estados Unidos          | Estados Unidos          | Nueva Zelanda                        |
| 248         | 11:00-12:30   | Atletismo                  | Triple Salto M                   | Portugal                | República Popular China | Burkina Faso                         |
| 249         | 12:29-12:35   | Piragüismo                 | K1 500 m F                       | Nueva Zelanda           | Hungría                 | Dinamarca                            |
| 250         | 12:55-13:00   | Piragüismo                 | K2 1000 m M                      | Australia               | Alemania                | República Checa                      |
| 251         | 12:30-13:45   | Skateboarding              | Park M                           | Australia               | Brasil                  | Estados Unidos                       |
| 252         | 15:35-15:50   | Boxeo                      | Peso pluma (52-57 Kg) M          | ROC                     | Estados Unidos          | Ghana · Cuba                         |
| 253         | 15:00-16:00   | Saltos                     | Plataforma 10 m F                | República Popular China | República Popular China | Australia                            |
| 254         | 16:30-18:00   | Atletismo                  | 20 Km marcha M                   | Italia                  | Japón                   | Japón                                |
| 255         | 17:45-17:48   | Ciclismo en pista          | Keirin F                         | Países Bajos            | Nueva Zelanda           | Canadá                               |
| 256         | 17:55-18:25   | Ciclismo en pista          | Ómnium M                         | Reino Unido             | Nueva Zelanda           | Italia                               |
| 257         | 10:30-20:00   | Hockey sobre césped        | Torneo M                         | Bélgica                 | Australia               | India                                |
| 258         | 19:30-20:00   | Karate                     | Kata F                           | España                  | Japón                   | Hong Kong · Italia                   |
| 259         | 19:30-20:00   | Lucha libre                | 57 Kg M                          | ROC                     | India                   | Kazajistán · Estados Unidos          |
| 260         | 19:20-20:40   | Atletismo                  | Salto con pértiga F              | Estados Unidos          | ROC                     | Reino Unido                          |
| 261         | 20:05-20:30   | Lucha libre                | 86 Kg M                          | Estados Unidos          | Irán                    | ROC · San Marino                     |
| 262         | 20:05-20:50   | Karate                     | Kumite -67 Kg M                  | Francia                 | Turquía                 | Kazajistán · Jordania                |
| 263         | 20:22-21:00   | Karate                     | Kumite -55 Kg F                  | Bulgaria                | Ucrania                 | Austria · China Taipéi               |
| 264         | 21:00-21:04   | Atletismo                  | 400 m M                          | Bahamas                 | Colombia                | Granada                              |
| 265         | 20:50-21:30   | Lucha libre                | 57 Kg F                          | Japón                   | Bielorrusia             | Estados Unidos · Bulgaria            |
| 266         | 21:30-21:35   | Atletismo                  | 800 m Heptatlón F                | Bélgica                 | Países Bajos            | Países Bajos                         |
| 267         | 21:10-21:40   | Escalada deportiva         | Combinada M                      | España                  | Estados Unidos          | Austria                              |
| 268         | 11:00-21:40   | Tenis de mesa              | Equipos F                        | República Popular China | Japón                   | Hong Kong                            |
| 269         | 21:40-21:50   | Atletismo                  | 1500 m Decatlón M                | Canadá                  | Francia                 | Australia                            |
| 6 de agosto |               |                            |                                  |                         |                         |                                      |
| 270         | 05:30-09:40   | Atletismo                  | 50 Km marcha M                   | Polonia                 | Alemania                | Canadá                               |
| 271         | 10:00-12:30   | Vóley Playa                | Torneo F                         | Estados Unidos          | Australia               | Suiza                                |
| 272         | 15:05-15:20   | Boxeo                      | Peso pesado (81-91 Kg) M         | Cuba                    | ROC                     | Nueva Zelanda · Brasil               |
| 273         | 17:15-17:50   | Ciclismo en pista          | Madison F                        | Reino Unido             | Dinamarca               | ROC                                  |
| 274         | 16:30-18:10   | Atletismo                  | 20 Km marcha F                   | Italia                  | Colombia                | República Popular China              |
| 275         | 18:35-18:55   | Ciclismo en pista          | Esprint M                        | Países Bajos            | Países Bajos            | Reino Unido                          |
| 276         | 10:30-20:00   | Hockey sobre césped        | Torneo F                         | Países Bajos            | Argentina               | Reino Unido                          |
| 277         | 19:30-20:00   | Lucha libre                | 74 Kg M                          | ROC                     | Bielorrusia             | Estados Unidos · Uzbekistán          |
| 278         | 19:45-20:00   | Pentatlón moderno          | Láser run F                      | Reino Unido             | Lituania                | Hungría                              |
| 279         | 20:05-20:40   | Lucha libre                | 125 Kg M                         | Estados Unidos          | Georgia                 | Irán · Turquía                       |
| 280         | 19:30-20:40   | Karate                     | Kata M                           | Japón                   | España                  | Estados Unidos · Turquía             |
| 281         | 11:00-21:00   | Tenis de mesa              | Equipos M                        | República Popular China | Alemania                | Japón                                |
| 282         | 21:00-21:15   | Atletismo                  | 5000 m F                         | Uganda                  | Canadá                  | Estados Unidos                       |
| 283         | 20:50-21:20   | Lucha libre                | 53 Kg F                          | Japón                   | República Popular China | Bielorrusia · Mongolia               |
| 284         | 21:35-21:38   | Atletismo                  | 400 m F                          | Bahamas                 | República Dominicana    | Estados Unidos                       |
| 285         | 20:50-21:50   | Karate                     | Kumite -61 Kg F                  | Serbia                  | República Popular China | Egipto · Turquía                     |
| 286         | 20:22-21:50   | Karate                     | Kumite -75 Kg M                  | Italia                  | Azerbaiyán              | Hungría · Ucrania                    |
| 287         | 20:50-21:50   | Atletismo                  | Lanz. de jabalina F              | República Popular China | Polonia                 | Australia                            |
| 288         | 21:50-21:55   | Atletismo                  | 1500 m F                         | Kenia                   | Estados Unidos          | Países Bajos                         |
| 289         | 21:20-22:00   | Escalada deportiva         | Combinada F                      | Eslovenia               | Japón                   | Japón                                |
| 290         | 22:30-22:35   | Atletismo                  | 4X100 m F                        | Jamaica                 | Estados Unidos          | Reino Unido                          |
| 291         | 22:50-22:55   | Atletismo                  | 4X100 m M                        | Italia                  | Reino Unido             | Canadá                               |
| 292         | 21:00-23:35   | Fútbol                     | Torneo F                         | Canadá                  | Suecia                  | Estados Unidos                       |
| 7 de agosto |               |                            |                                  |                         |                         |                                      |
| 293         | 06:00-08:30   | Atletismo                  | Maratón F                        | Kenia                   | Kenia                   | Estados Unidos                       |
| 294         | 11:37-11:40   | Piragüismo                 | C2 500 m F                       | República Popular China | Ucrania                 | Canadá                               |
| 295         | 11:53-12:00   | Piragüismo                 | C1 1000 m M                      | Brasil                  | República Popular China | Moldavia                             |
| 296         | 12:19-12:22   | Piragüismo                 | K4 500 m F                       | Hungría                 | Bielorrusia             | Polonia                              |
| 297         | 12:37-12:40   | Piragüismo                 | K4 500 m M                       | Alemania                | España                  | Eslovaquia                           |
| 298         | 10:00-13:00   | Vóley playa                | Torneo M                         | Noruega                 | ROC                     | Catar                                |
| 299         | 14:00-14:15   | Boxeo                      | Peso mosca (48-52 Kg) M          | Reino Unido             | Filipinas               | Japón · Kazajistán                   |
| 300         | 06:30-14:30   | Golf                       | Torneo F                         | Estados Unidos          | Japón                   | Nueva Zelanda                        |
| 301         | 14:15-14:30   | Boxeo                      | Peso mosca (48-51 Kg) F          | Bulgaria                | Turquía                 | China Taipéi · Japón                 |
| 302         | 14:45-15:00   | Boxeo                      | Peso medio (69-75 Kg) M          | Brasil                  | Ucrania                 | Filipinas · ROC                      |
| 303         | 15:15-15:30   | Boxeo                      | Peso wélter (64-69 Kg) F         | Turquía                 | República Popular China | India · Estados Unidos               |
| 304         | 15:00-16:00   | Saltos                     | Plataforma 10 m M                | República Popular China | República Popular China | Reino Unido                          |
| 305         | 16:50-17:25   | Ciclismo en pista          | Madison M                        | Dinamarca               | Reino Unido             | Francia                              |
| 306         | 13:40-17:30   | Waterpolo                  | Torneo F                         | Estados Unidos          | España                  | ROC                                  |
| 307         | 17:00-18:20   | Gimnasia rítmica           | Concurso completo Individual F   | Israel                  | ROC                     | Bielorrusia                          |
| 308         | 19:30-19:45   | Pentatlón moderno          | Láser run M                      | Reino Unido             | Egipto                  | Corea del Sur                        |
| 309         | 19:20-20:05   | Karate                     | Kumite +61 Kg F                  | Egipto                  | Azerbaiyán              | República Popular China · Kazajistán |
| 310         | 19:30-20:05   | Lucha libre                | 65 Kg M                          | Japón                   | Azerbaiyán              | ROC · India                          |
| 311         | 19:45-20:15   | Atletismo                  | 10 000 m F                       | Países Bajos            | Baréin                  | Etiopía                              |
| 312         | 19:37-20:15   | Karate                     | Kumite +75 Kg M                  | Irán                    | Arabia Saudita          | Japón · Turquía                      |
| 313         | 19:35-20:40   | Atletismo                  | Salto de altura F                | ROC                     | Australia               | Ucrania                              |
| 314         | 20:05-20:40   | Lucha libre                | 97 Kg M                          | ROC                     | Estados Unidos          | Cuba · Italia                        |
| 315         | 20:40-20:45   | Atletismo                  | 1500 m M                         | Noruega                 | Kenia                   | Estados Unidos                       |
| 316         | 19:30-21:00   | Natación artística         | Equipos libre F                  | ROC                     | República Popular China | Ucrania                              |
| 317         | 20:00-21:20   | Atletismo                  | Lanz. de jabalina M              | India                   | República Checa         | República Checa                      |
| 318         | 19:00-21:25   | Ecuestre                   | Salto equipos Mixto              | Suecia                  | Estados Unidos          | Bélgica                              |
| 319         | 20:40-21:25   | Lucha libre                | 50 Kg F                          | Japón                   | República Popular China | Azerbaiyán · Estados Unidos          |
| 320         | 11:30-21:30   | Baloncesto                 | Torneo M                         | Estados Unidos          | Francia                 | Australia                            |
| 321         | 21:30-21:35   | Atletismo                  | 4X400 m F                        | Estados Unidos          | Polonia                 | Jamaica                              |
| 322         | 12:00-21:45   | Béisbol                    | Torneo M                         | Japón                   | Estados Unidos          | República Dominicana                 |
| 323         | 21:50-22:00   | Atletismo                  | 4X400 m M                        | Estados Unidos          | Países Bajos            | Botsuana                             |
| 324         | 17:00-22:10   | Balonmano                  | Torneo M                         | Francia                 | Dinamarca               | España                               |
| 325         | 20:30-23:00   | Fútbol                     | Torneo M                         | Brasil                  | España                  | México                               |
| 326         | 13:30-23:40   | Voleibol                   | Torneo M                         | Francia                 | ROC                     | Argentina                            |
| 8 de agosto |               |                            |                                  |                         |                         |                                      |
| 327         | 07:00-09:30   | Atletismo                  | Maratón M                        | Kenia                   | Países Bajos            | Bélgica                              |
| 328         | 11:45-11:48   | Ciclismo en pista          | Esprint F                        | Canadá                  | Ucrania                 | Hong Kong                            |
| 329         | 12:00-12:08   | Ciclismo en pista          | Keirin M                         | Reino Unido             | Malasia                 | Países Bajos                         |
| 330         | 12:25-12:40   | Ciclismo en pista          | Ómnium F                         | Estados Unidos          | Japón                   | Países Bajos                         |
| 331         | 11:30-12:50   | Baloncesto                 | Torneo F                         | Estados Unidos          | Japón                   | Francia                              |
| 332         | 11:45-13:45   | Gimnasia rítmica           | Concurso completo conjuntos F    | Bulgaria                | ROC                     | Italia                               |
| 333         | 14:00-14:15   | Boxeo                      | Peso ligero (57-60 Kg) F         | Irlanda                 | Brasil                  | Tailandia · Finlandia                |
| 334         | 14:15-14:30   | Boxeo                      | Peso ligero (57-63 Kg) M         | Cuba                    | Estados Unidos          | Armenia · Australia                  |
| 335         | 14:45-15:00   | Boxeo                      | Peso medio (68-75 Kg) F          | Reino Unido             | República Popular China | Países Bajos · ROC                   |
| 336         | 15:15-15:30   | Boxeo                      | Súper pesado (+91 Kg) M          | Uzbekistán              | Estados Unidos          | Reino Unido · Kazajistán             |
| 337         | 09:00-16:00   | Voleibol                   | Torneo F                         | Estados Unidos          | Brasil                  | Serbia                               |
| 338         | 11:30-17:00   | Balonmano                  | Torneo F                         | Francia                 | ROC                     | Noruega                              |
| 339         | 13:40-17:35   | Waterpolo                  | Torneo M                         | Serbia                  | Grecia                  | Hungría                              |